# Salmo 11
Il salmo 11 (10 secondo la numerazione greca) costituisce l'undicesimo capitolo del Libro dei salmi.
È tradizionalmente attribuito al re Davide. È utilizzato dalla Chiesa cattolica nella liturgia delle ore.
Visto l'incipit, «Nel Signore mi sono rifugiato / Come potete dirmi: / "Fuggi come un passero verso il monte"?», il salmo nella sua autonomia rappresenta la meditazione sapienziale, considerata la terza strofa: «Quando sono scosse le fondamenta, / il giusto che cosa può fare?». Vana la lode e la supplica, pur nella presenza del Signore descritto in terza persona nella quarta e quinta strofa, ira e speranza sono espresse nella sesta e settima strofa con i tempi coniugati al futuro.